# Penny Market
Penny (také Penny Market, v německy mluvících zemích Penny Markt) je řetězec diskontních prodejen německé skupiny REWE Group. Kromě Německa má řetězec prodejny také v Česku, Itálii, Maďarsku, Rakousku a Rumunsku. V Česku v únoru 2023 fungovalo 407 prodejen Penny. Za rok 2021 mělo Penny v Česku tržby 42,1 mld. Kč, čímž se umístilo na čtvrtém místě žebříčku Top 50 českého obchodu časopisu Zboží a prodej.

## Penny ve světě

Penny v Evropě:

První prodejna Penny Markt byla otevřena v hesenském městě Limburg an der Lahn v roce 1973. Řetězec byl založen obchodními skupinami Leibbrand a REWE, které se v roce 1989 sloučily. V 90. letech řetězec expandoval do různých zemí Evropy včetně Francie, Nizozemska, Spojeného království nebo Španělska, kde již nepodniká. Do Česka řetězec vstoupil v roce 1997. V letech 2009–2015 se prodejny Penny nacházely také v Bulharsku.
Nejvíce prodejen, přes 2,2 tisíce, má Penny v domovském Německu. V ostatních zemích, kde působí, se jejich počty pohybují v řádech nižších stovek. Česko a Rakousko jsou jedinými zeměmi, kde skupina REWE provozuje zároveň Penny a supermarkety Billa. Z Itálie, Maďarska a Rumunska Billa odešla, v Bulharsku naopak ukončilo působnost Penny.
| Země     | Počet prodejen | K datu  |
| -------- | -------------- | ------- |
| Česko    | 422            | 08/2024 |
| Itálie   | 455            | 08/2024 |
| Maďarsko | 234            | 08/2024 |
| Německo  | 2 200+         | 08/2024 |
| Rakousko | 316            | 08/2024 |
| Rumunsko | 380            | 08/2024 |

## Penny v Česku

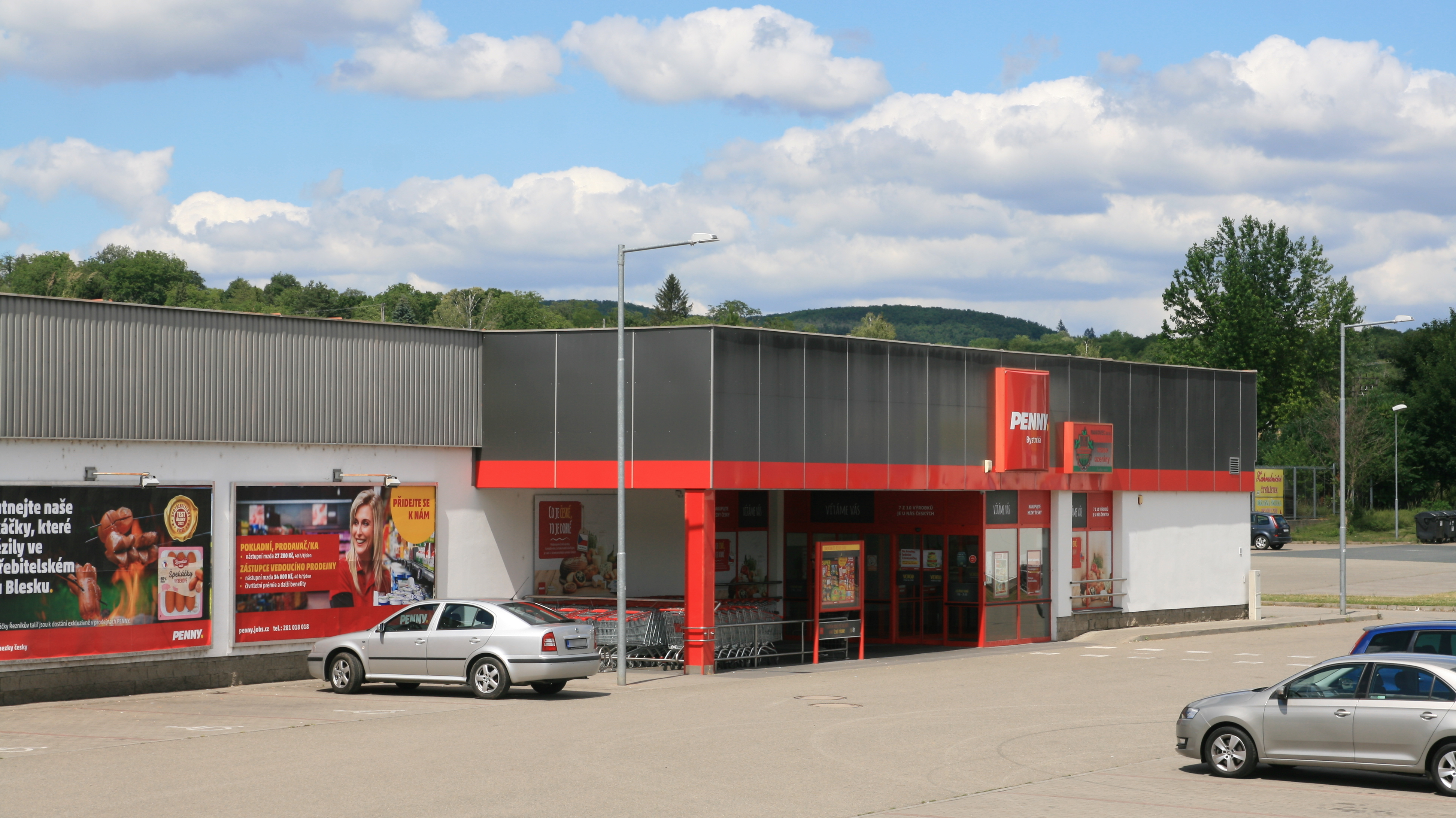
Penny v Brně-Komíně

Penny v Česku podniká prostřednictvím společnosti Penny Market s.r.o., která je vedena u Městského soudu v Praze a má IČ 649 45 880. Firma byla do obchodního rejstříku zapsána v roce 1996. V letech 1997–2008 sídlila v Jirnách u Prahy, odkud se posléze přestěhovala do nedalekých Radonic (do areálu převzatého řetězce Plus). Penny má v Jirnách a Radonicích sklady, další se nacházejí v nedalekých Mstěticích, v Dobřanech u Plzně a v Lipníku nad Bečvou. Penny také plánuje stavbu skladu na Vysočině.
V roce 2021 mělo Penny v Česku tržby 42,175 mld. Kč a hospodařilo s čistým ziskem 944 mil. Kč. V roce 2020 byly tržby 42,203 mld. Kč a zisk 1,047 mld. Kč. V roce 2021 pro Penny pracovalo průměrně 5 804 zaměstnanců.

### Historie

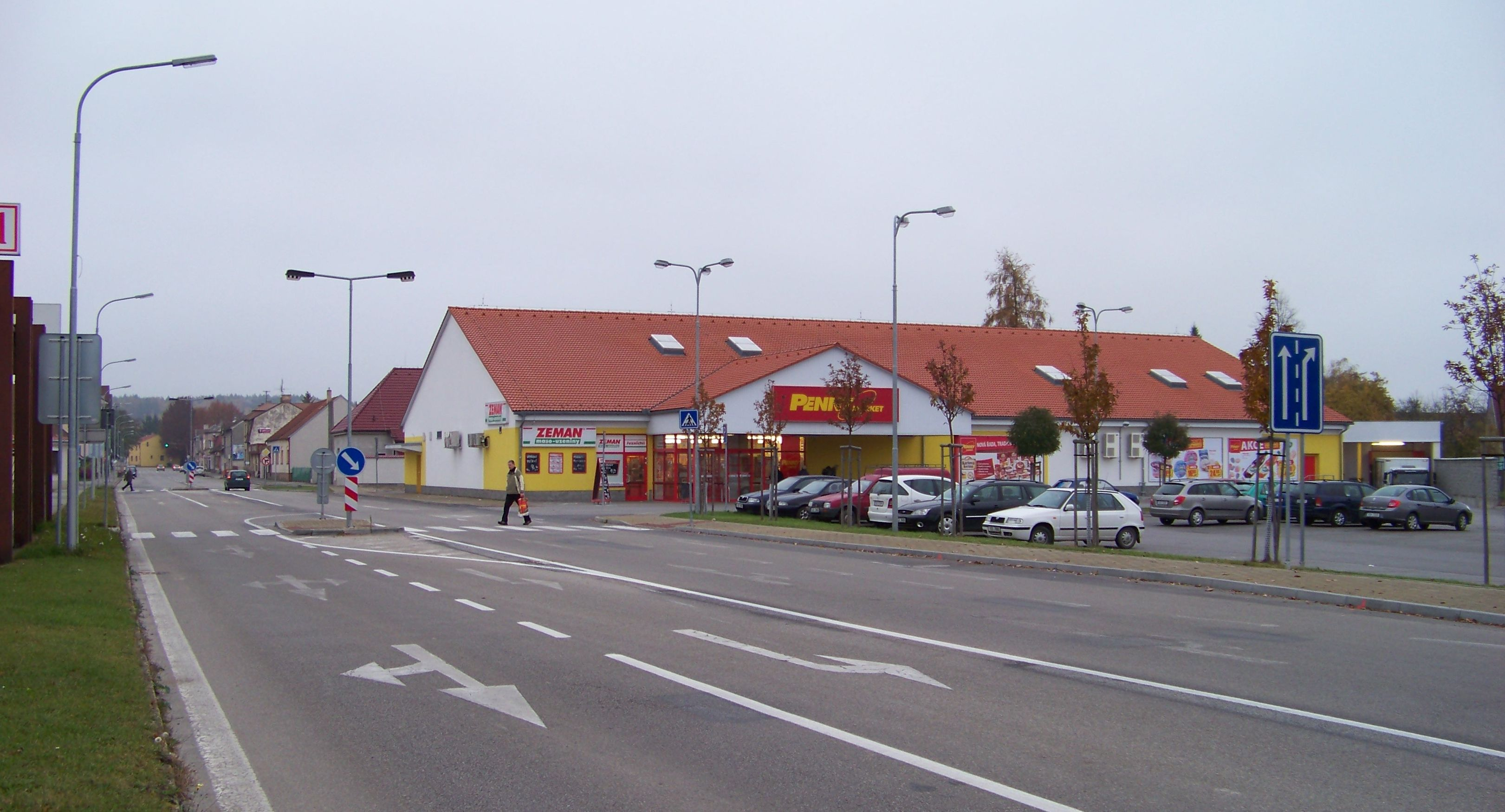
Penny Market ve Veselí nad Lužnicí (2011): staré logo

První Penny Market byl v Česku otevřen počátkem roku 1997 v Plzni-Košutce. Penny Market tak do Česka přišel později než jiné diskonty (tehdy největší řetězce Plus a Norma na tuzemský trh vstoupily v roce 1992). Počáteční strategií firmy bylo nabízet zboží za nejnižší cenu a první prodejny otevírat v menších městech. V roce 2000 už měl Penny Market síť 86 prodejen a více než 1,3 tisíce zaměstnanců.

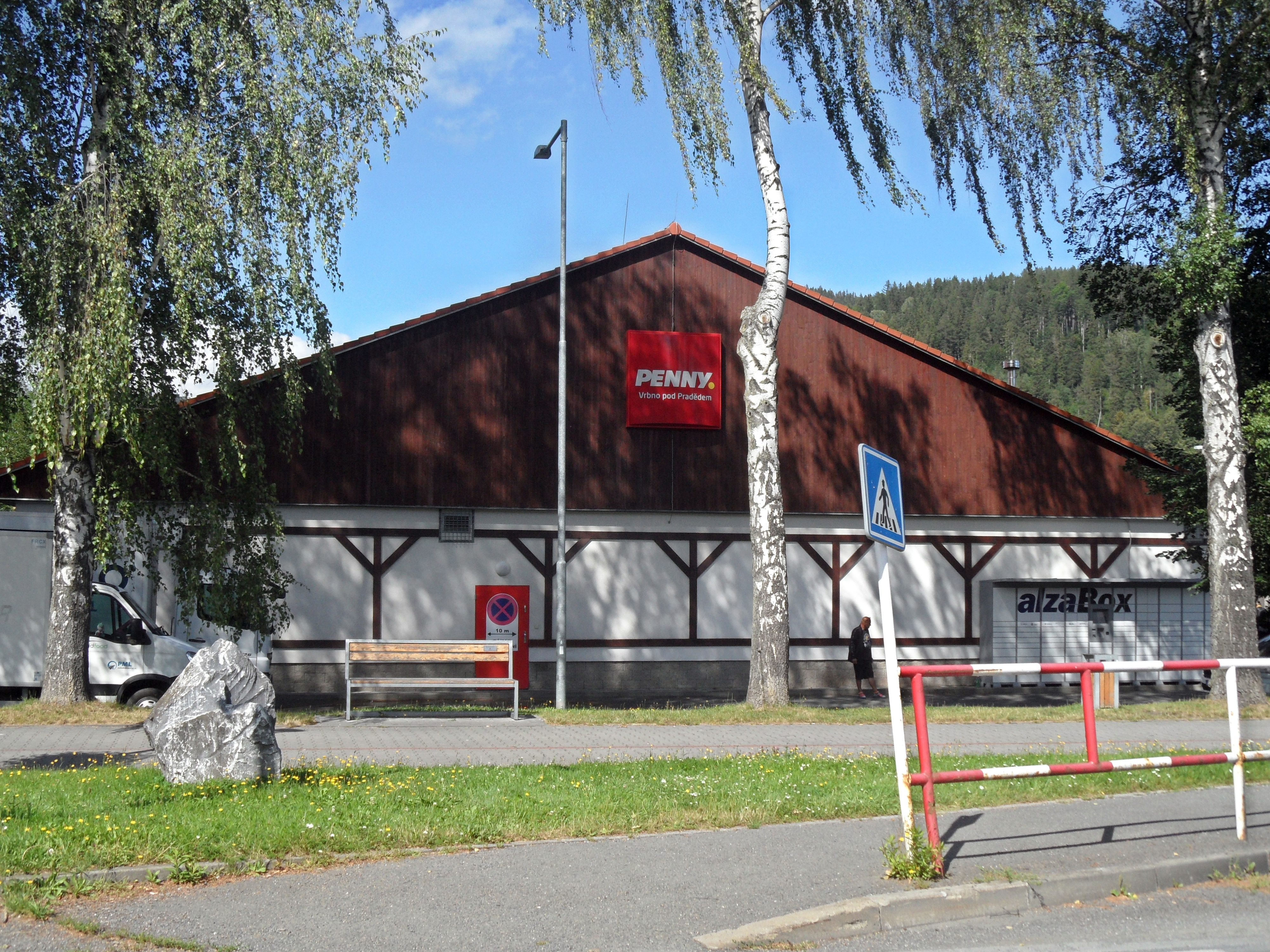
Penny ve Vrbně pod Pradědem (2024): nové logo

Velké rozšíření sítě přišlo po roce 2008, kdy REWE Group od skupiny Tengelmann koupila tuzemskou filiálku zmíněného řetězce Plus. Penny Market převzal 121 jeho prodejen. 
Pod značku Penny Market byly převedeny do konce dubna 2009, čímž celkový počet prodejen v síti přesáhl tři stovky.
Převzetím prodejen Plus řetězci vzrostly tržby z 18 mld. Kč v roce 2008 na 27 mld. Kč v roce 2009. Úřad pro ochranu hospodářské soutěže fúzi povolil s podmínkou, že se REWE zbaví čtyř svých prodejen kvůli možné převaze na trhu, což společnost nedodržela a byla jí za to vyměřena pokuta 24 mil. Kč potvrzená v roce 2016 brněnským krajským soudem.
Od roku 2016 probíhá modernizace prodejen spojená s výměnou loga (zkrácením názvu na Penny) a změněným uspořádáním interiéru. První prodejna v novém designu vznikla v Praze na Lehovci. Proces modernizace má být dokončen během roku 2022. V roce 2021 Penny avizovalo spuštění vlastního e-shopu, který měl v testovacím provozu být určený zákazníkům na Plzeňsku. V roce 2022 počet prodejen Penny přesáhl 400.

### Prodejny
V srpnu 2024 bylo podle mapy na webových stránkách řetězce v provozu 422 prodejen Penny. Nejvíce prodejen (61) se nachází ve Středočeském kraji, nejméně jich je v krajích Olomouckém (18), Karlovarském (17) a Zlínském (16). Většina prodejen se nachází v okresních a menších městech (z okresních měst Penny nemá prodejnu pouze v Novém Jičíně a Vyškově). Ve velkých městech se prodejny Penny nacházejí především na sídlištích a předměstích. Umístění prodejen je dáno také tím, že se většinou nacházejí ve vlastních budovách (nejčastěji jednopodlažních objektech se sedlovou střechou, typických i pro jiné diskonty) nebo jsou součástí nákupních parků. Výjimku tvoří několik prodejen v Praze nebo například prodejna v ústeckém obchodním domě Labe.
V Havlíčkově Brodě a Velkém Meziříčí došlo v souvislosti s převzetím řetězce Plus ke kuriózní situaci, kdy v těsném sousedství zůstaly v provozu dvě prodejny Penny. Penny Market také krátce působil v suterénu pražského obchodního domu Bílá labuť, kde ho však v roce 2010 vystřídal Lidl.
| Kraj            | Počet prodejen |
| --------------- | -------------- |
| Jihočeský       | 28             |
| Jihomoravský    | 28             |
| Karlovarský     | 17             |
| Královéhradecký | 34             |
| Liberecký       | 20             |
| Moravskoslezský | 34             |
| Olomoucký       | 18             |
| Pardubický      | 23             |
| Plzeňský        | 25             |
| Praha           | 35             |
| Středočeský     | 61             |
| Ústecký         | 42             |
| Vysočina        | 26             |
| Zlínský         | 16             |
| Celkem          | 407            |

### Branding, reklama aprivátní značky
Penny v komunikaci se zákazníkem používá kombinaci červené, žluté a bílé barvy a heslo Nakupujte hezky česky. V reklamních kampaních řetězce také často vystupují osobnosti tuzemského showbyznysu: v roce 2008 v reklamě na Penny Market zazněla parodie na píseň Y.M.C.A. v podání dvojice Těžkej Pokondr, v roce 2021 akční nabídky řetězce propagovali Leoš Mareš a Jiřina Bohdalová a v kampani ke 25. výročí působnosti Penny v Česku v roce 2022 zpíval parodie svých hitů Michal David. Penny vydává tištěné reklamní letáky a provozuje Rádio Penny live, které hraje na prodejnách.
Výrobky privátních značek se v sortimentu Penny Marketu poprvé objevily v roce 1998 – tehdy šlo o mléčné výrobky Boni a pivo Staročech. Mezi další privátní značky Penny patří například Karlova koruna (hotová jídla či směsi pro přípravu českých jídel), Řezníkův talíř (maso a uzeniny převážně vyráběné v Česku) nebo Tanja (balená voda).

### Dobročinné projekty

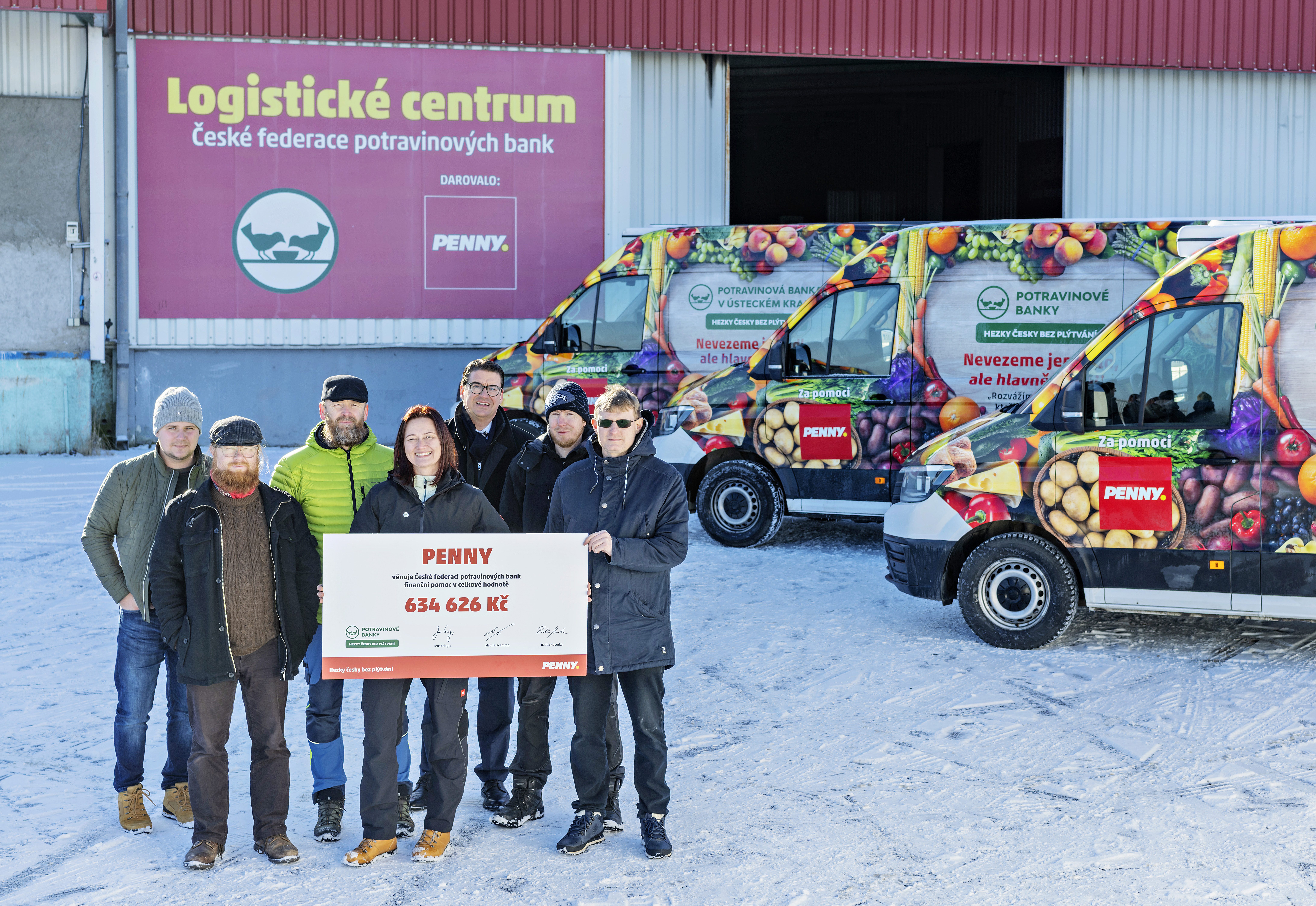
Předání příspěvku České federaci potravinových bank

Penny v rámci kampaně Konec plýtvání spolupracuje s potravinovými bankami a účastní se sbírek potravin. V rámci kampaně Hýbeme se hezky česky, která je pořádána ve spolupráci se Sokolem a Asociací školních sportovních klubů Penny přispívá lokálním sportovním klubům (v roce 2022 finančními a materiálními dary v hodnotě přes 7 mil. Kč). Penny je partnerem akce Ukliďme Česko. V červenci 2022 prodejna Penny v Praze-Uhříněvsi na jeden den vyřadila ze sortimentu výrobky, které by nebylo možné vyrobit bez včel, aby tak upozornila na jejich význam. Řetězec chová vlastní včelstva v úlech u centrálních skladů.

### Kontroverze

#### Klamání spotřebitele anekalé obchodní praktiky
Penny Market v únoru 2012 zavedl novou marketingovou strategii spojenou se sloganem Nakupujte hezky česky a doprovodnými hesly. Záhy však vyšlo najevo, že některé výrobky označené symbolem Česká kvalita byly ve skutečnosti vyráběny v zahraničí. Podle Státní zemědělské a potravinářské inspekce přitom šlo o klamání spotřebitele. Inspekce prohřešek s řetězcem řešila opakovaně v letech 2012, 2014 a 2016. Řetězec argumentoval tím, že „česká kvalita“ spočívá nejen v místě výroby, ale také v receptuře a tradici. Na reklamní kampaň z roku 2012 byla podána stížnost k Radě pro rozhlasové a televizní vysílání, rada však reklamu neetickou neshledala a stížnost zamítla. Značku Česká kvalita řetězec přestal používat v září 2016, a to v souvislosti s novelou zákona o potravinách, jež zpřísnila pravidla pro používání podobných označení.
V roce 2018 řetězec od České obchodní inspekce obdržel pokuty v souhrnné výši 4,6 mil. Kč, což bylo nejvíce ze všech řetězců. Pokuty se týkaly klamání zákazníků při slevových akcích a nekalých obchodních praktik.
O rok později dostala skupina REWE od Úřadu pro ochranu hospodářské soutěže pokutu 164 mil. Kč za zneužití významné tržní síly. Podle úřadu si řetězce Billa a Penny od dodavatelů účtovaly poplatky za zařazení zboží do sortimentu. Řetězec Penny se na pokutě podílel největší měrou, zaplatil přes 93 mil. Kč.

#### Hygienické problémy
V prodejnách Penny Market v Domažlicích, Hradci Králové, Karlových Varech a Letovicích byl v letech 2013–2014 odhalen výskyt hlodavců a prodejny musely být dočasně uzavřeny. V Penny Marketu v Benešově inspekce v roce 2012 zjistila, že více než 20 % zboží v oddělení ovoce a zeleniny je napadeno plísní či hnilobou a je tudíž nevhodné k lidské konzumaci.

#### Protesty proti výstavbě prodejen
Proti výstavbě Penny Marketu protestovali obyvatelé Hradce Králové. Řetězec nejprve plánoval vystavět prodejnu naproti obchodnímu centru Futurum, což v roce 2011 zastupitelstvo města odmítlo. O tři roky později vznikla petice proti výstavbě Penny Marketu v bývalé Pilnáčkově továrně na Slezském Předměstí s více než tisícem podpisů. Obyvatelé se obávali konkurence pro malé podnikatele a zvýšení dopravní zátěže. Komise místní samosprávy navrhovala schválení plánu výměnou za to, že investor postaví venkovní posilovnu pro seniory, k čemuž však nedošlo. Prodejna byla otevřena koncem roku 2016.
Část obyvatel pražských Kobylis protestovala proti demolici multikina Ládví, na jehož místě měla vzniknout prodejna Penny. Prodejna byla otevřena koncem roku 2021, v návaznosti na požadavky občanů bylo alespoň upraveno výtvarné řešení jejího exteriéru.

#### Kriminalita
Lupič z Náchoda v letech 2011–2012 třikrát vyloupil Penny Market v Hronově, přičemž při čtvrtém pokusu byl zadržen policií. Muž, který si z prodejny odnesl přes milion korun, se k činům přiznal a Krajský soud v Hradci Králové mu uložil trest odnětí svobody v délce šesti let. O Vánocích 2012 dvojice pachatelů vyloupila Penny Market v Petřvaldě, do kterého se vloupala přes jeho střechu. Muži si odnesli hotovost ve výši 600 tisíc korun. Krajský soud v Ostravě jim v roce 2014 vyměřil trest odnětí svobody v délce 5, resp. 5,5 roku. Recidivisté během čtyř měsíců roku 2015 vyloupili sedm prodejen Penny Market v Čechách, do kterých se vloupali přes přilehlé řeznictví. Jednalo se přitom o pachatele, kteří v září téhož roku měli nastoupit do výkonu trestu za již dříve spáchané loupeže.
Ke kuriózní krádeži došlo v lednu 2022 v Plzni, kde zloděj z prodejny Penny odcizil více než tři sta tuňákových konzerv. Neméně kuriózní vysvětlení měl téhož roku požár Penny v Chodově, který způsobil mladík, jenž pomocí zapalovače vyprošťoval mobilní telefon, který mu zapadl mezi nákupní vozíky.